# Inkubacja (psychologia)
Inkubacja – w psychologii, nieświadome przetwarzanie problemów, które są odłożone na pewien czas. Inkubacja występuje podczas snu, ćwiczeń, prowadzenia pojazdu czy brania prysznica. Inkubacja znacznie zwiększa szanse na rozwiązanie problemu przy niskim obciążeniu poznawczym wynikającym z rozgrywania się nieintencjonalnie w czasie przerwy od działań intencjonalnych.
Efekt inkubacji jest wywołany świadomą pracą nad rozwiązaniem problemu, a następnie zmęczeniem i znużeniem materiałem. W trakcie spoczynku umysł łączy abstrakty i rzeczy nie pasujące do siebie, przenosząc je do pamięci deklaratywnej. Po odzyskaniu świadomości odpowiedź jest prostsza do zrozumienia. Zjawisko inkubacji wykorzystywane jest w mnemotechnikach. Dzięki przedzieleniu okresów nauki okresami inkubacji (przerwy, snu lub drzemki), umysł zapamiętuje więcej informacji.

## Historia badań
Teoria inkubacji pierwotnie została zaproponowana przez Grahama Wallasa w 1926 roku jako część czterowartościowego mechanizmu rozwiązywania problemów, obejmującym fazy preparacji, inkubacji, olśnienia i weryfikacji.

## Zapomnienie i fiksacja
Hipoteza zapomnienia i fiksacji stwierdza, że prawidłowe rozwiązania stają się niedostępne po początkowym okresie nieudanych początkowych prób rozwiązania problemu. Zapomnienie (lub zmniejszona dostępność) zafiksowanego materiału czyni prawidłowe rozwiązania względnie bardziej dostępne, co prowadzi do inkubacji. W efekcie, inkubacja podnosi wydajność osób, które powracają do problemu po przerwie, zamiast pracować nad nim ciągle.

## Zależności między snem a kreatywnością
Według badań, pozytywny nastrój zwiększa kreatywność w pracy. Oznacza to, że kreatywność danego dnia można oszacować na podstawie nastroju z dnia poprzedniego, wykraczając nawet poza przenoszenie się tego nastroju. Pozytywny nastrój zwiększa liczbę i zakres dostępnych myśli, te dodatkowe myśli mogą inkubować przez noc, zwiększając ostatecznie prawdopodobieństwo twórczych myśli następnego dnia.

## Przykłady z życia twórców
- Jean Piaget – Po napisaniu kilku rozdziałów, odkładam je do szuflady na sześć miesięcy, by je później ponownie przeczytać. Wtedy wyczuwa się, czego brakuje, co należy rozwinąć, a co skrócić[4]
- Kary Mullis – noblista, odkrył PCR w trakcie kierowania samochodem[4].